# 西班牙羱羊
西班牙羱羊（Capra pyrenaica）又称伊比利亚北山羊，是山羊属的一个物种，下有4个亚种。其中有两种仍可在伊比利亚半岛发现。其余的两种已经灭绝：波图格萨北山羊于1892年灭绝，庇里牛斯羱羊于2000年1月6日确认灭绝。

## 特征
西班牙羱羊是一种强壮的山区动物，其特点为它们的大且灵活的蹄子和短腿。这些身体特点使它们可以在裸露的岩石、粗糙陡峭的山坡上上奔跑跳跃。这样潜在捕食者由于地形原因很难够到它们。西班牙羱羊两性异形现象非常明显，雄性在大小和重量上明显超过雌性，且比雌性有更大的角。西班牙羱羊的角差别很大，不同亚种之间有区别，有的朝上，有的朝下。每年角的生长主要跟年龄相关，同时也与环境和去年的生长状态相关。尽管雌性个头较小，但是骨化过程比雄性快，通常骨骼完整发育比雄性早两年。